# Poshal
Poshal (em persa: پشل, romanizada como Pashal; também conhecida como Pūshāl, Pūshal e Veshāl) é uma aldeia do distrito rural de Dehshal, situada no distrito central de Astaneh-ye Ashrafiyeh, na província de Gilan, no Irã. No censo de 2006, sua população era de 612, em 176 famílias.